# Astragalus brevidentatiformis
Astragalus brevidentatiformis är en ärtväxtart som beskrevs av Sirj. och Karl Heinz Rechinger. Astragalus brevidentatiformis ingår i släktet vedlar, och familjen ärtväxter. Inga underarter finns listade i Catalogue of Life.